# Suzanne Masson

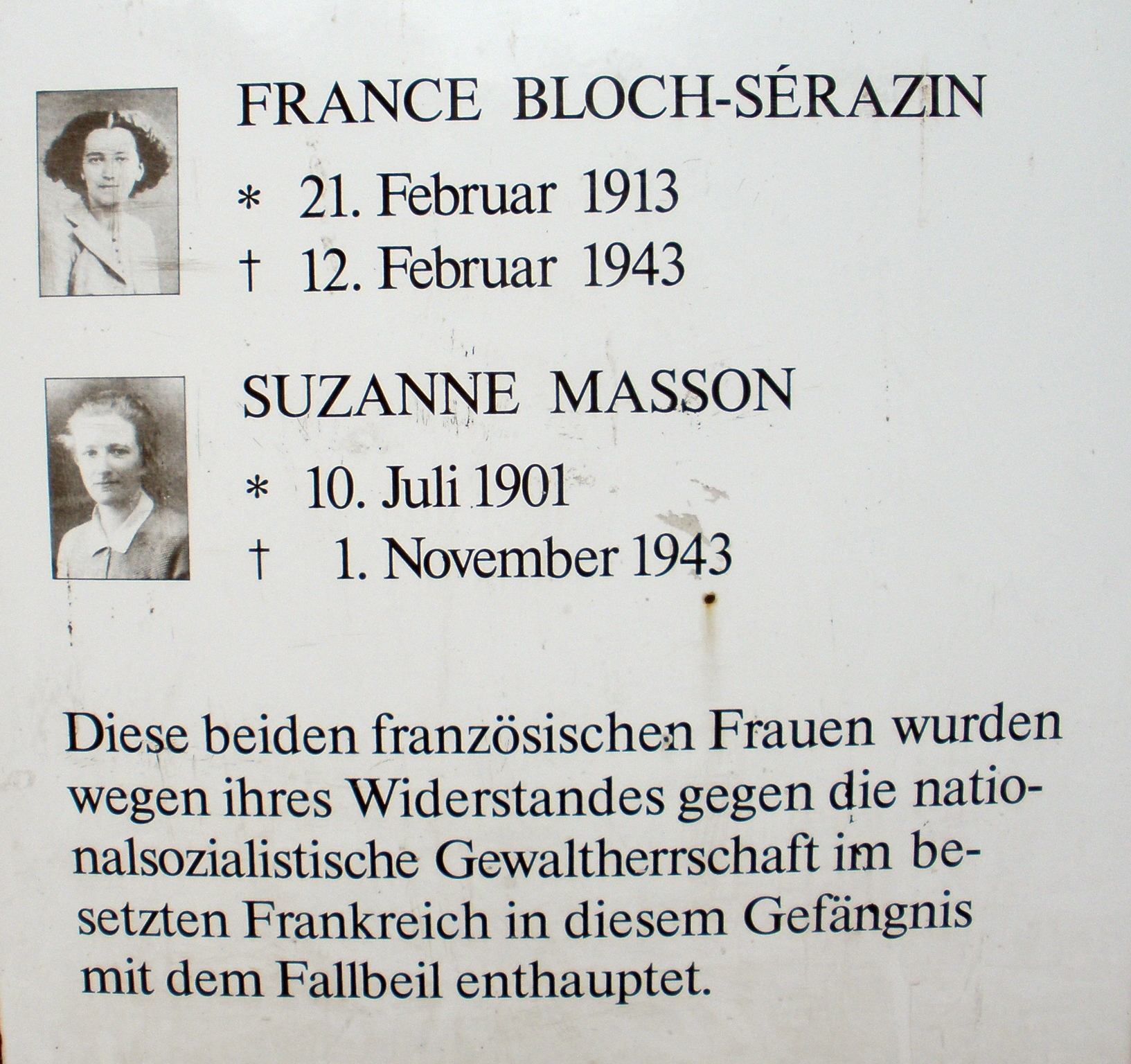
Gedenktafel an der Rückseite der Untersuchungshaftanstalt Hamburg

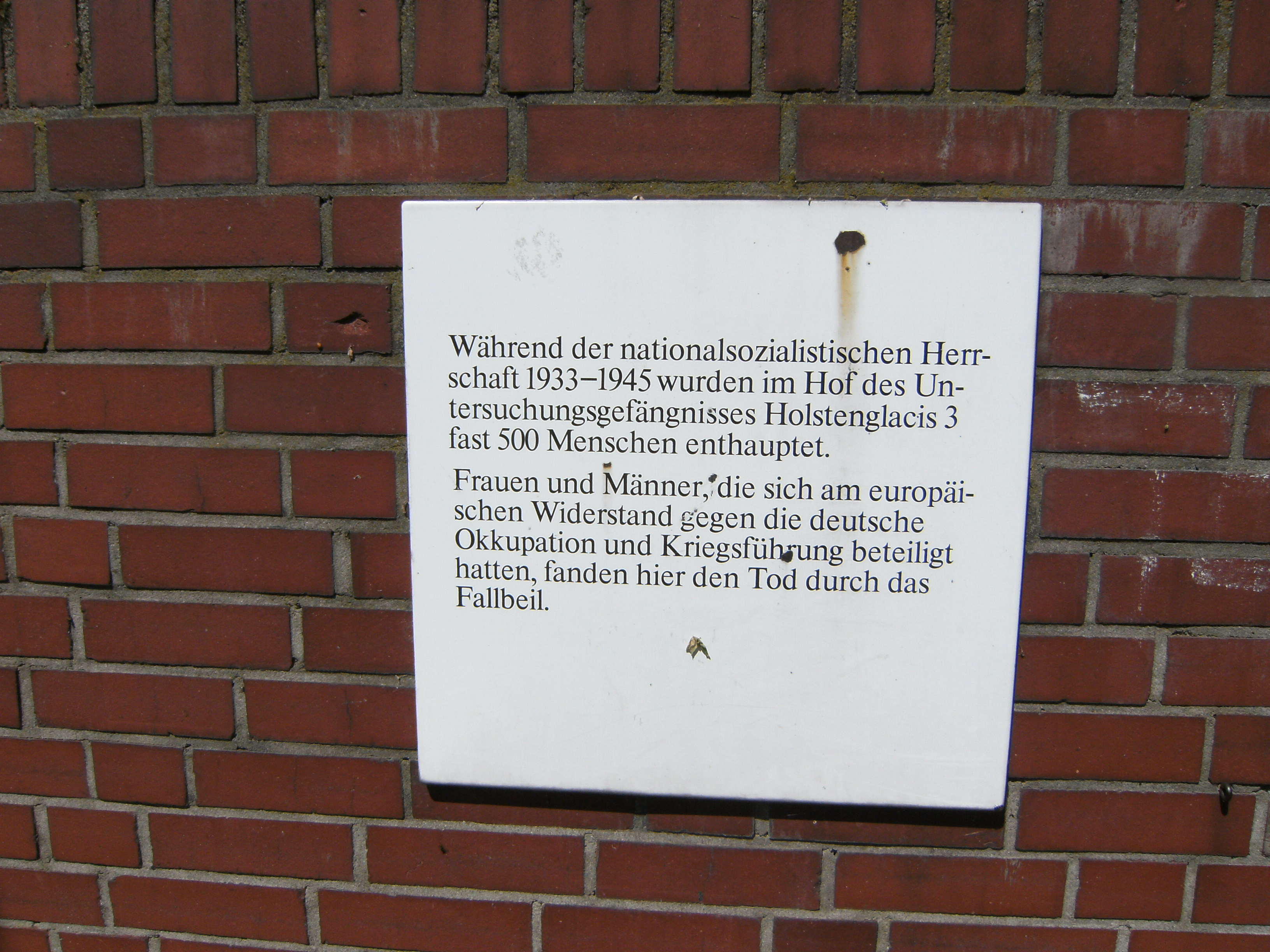
Gedenktafel, Hamburg, Wallanlagen: für die in der Untersuchungshaftanstalt Hamburg, Holstenglacis hingerichteten Personen des europäischen Widerstandes

Suzanne Masson (* 10. Juli 1901 in Doullens/Somme; † 1. November 1943 in Hamburg) war eine französische Gewerkschafterin und Kommunistin sowie Widerstandskämpferin in der Résistance. Sie wurde im Hof des Untersuchungsgefängnisses Hamburg hingerichtet.

## Leben
Suzanne Masson war Industriezeichnerin und arbeitete ab Mitte der 1920er Jahre in der Turbinenfabrik Rateau (heute Alstom) in La Courneuve. 1926 wurde sie Mitglied der Gewerkschaft Confédération générale du travail unitaire. Im Februar 1934 trat sie in die Parti communiste français ein. 1938 wurde sie bei Rateau aufgrund ihres Engagements bei Streiks entlassen. Nach dem Verbot der französischen kommunistischen Partei 1939 setzte sie ihre Arbeit in der Illegalität fort.
Im Juni 1940 verteilte sie im von der deutschen Wehrmacht besetzten Paris Flugblätter und organisierte Volksausschüsse (comités populaires). In La Courneuve war sie maßgeblich am Aufbau der dortigen Résistance-Gruppe beteiligt. Am 5. Februar 1942 wurde sie von der französischen Polizei verhaftet, zunächst in La Roquette, später in La Santé inhaftiert und schließlich an die Gestapo ausgeliefert und nach Deutschland verbracht. Im Juni 1943 verurteilte sie das Gericht in Lübeck zweimal zum Tode. Sie lehnte die Einreichung eines Gnadengesuchs ab und erklärte vor Gericht, es sei ihre Pflicht als französische Patriotin und Kommunistin gewesen, für die Menschlichkeit zu kämpfen.
Am 1. November 1943 wurde sie in Hamburg mit dem Fallbeil hingerichtet.

## Ehrungen
Auf dem Gelände der JVA Lübeck, dem ehemaligen Frauengefängnis Lauerhof, wurde im Jahr 2014 eine Gedenktafel für die beiden französischen Widerstandskämpferinnen France Bloch-Sérazin und Suzanne Masson eingeweiht. Suzanne Masson wurde hier von Juni 1943 bis Oktober 1943 inhaftiert, bis sie in der Untersuchungshaftanstalt Hamburg am Holstenglacis mit dem Fallbeil hingerichtet wurde.
In den Hamburger Wallanlagen erinnert heute eine Gedenktafel an der rückwärtigen Mauer des Untersuchungsgefängnisses Holstenglacis an Suzanne Masson und an France Bloch-Sérazin, ebenfalls eine Frau aus der Résistance, die in Hamburg am 12. Februar 1943 hingerichtet wurde. Die Inschrift lautet:
France Bloch-Sérazin
* 21. Februar 1913 † 12. Februar 1943
Suzanne Masson
* 10. Juli 1901 † 1. November 1943
Diese beiden französischen Frauen wurden wegen ihres Widerstandes gegen die nationalsozialistische Gewaltherrschaft im besetzten Frankreich in diesem Gefängnis mit dem Fallbeil enthauptet.
In Paris sind eine Straße und eine gewerkschaftliche Bildungseinrichtung, das Centre Suzanne Masson, nach ihr benannt.